# 克勞斯巴赫河
47°36′18.3″N 12°51′30″E / 47.605083°N 12.85833°E

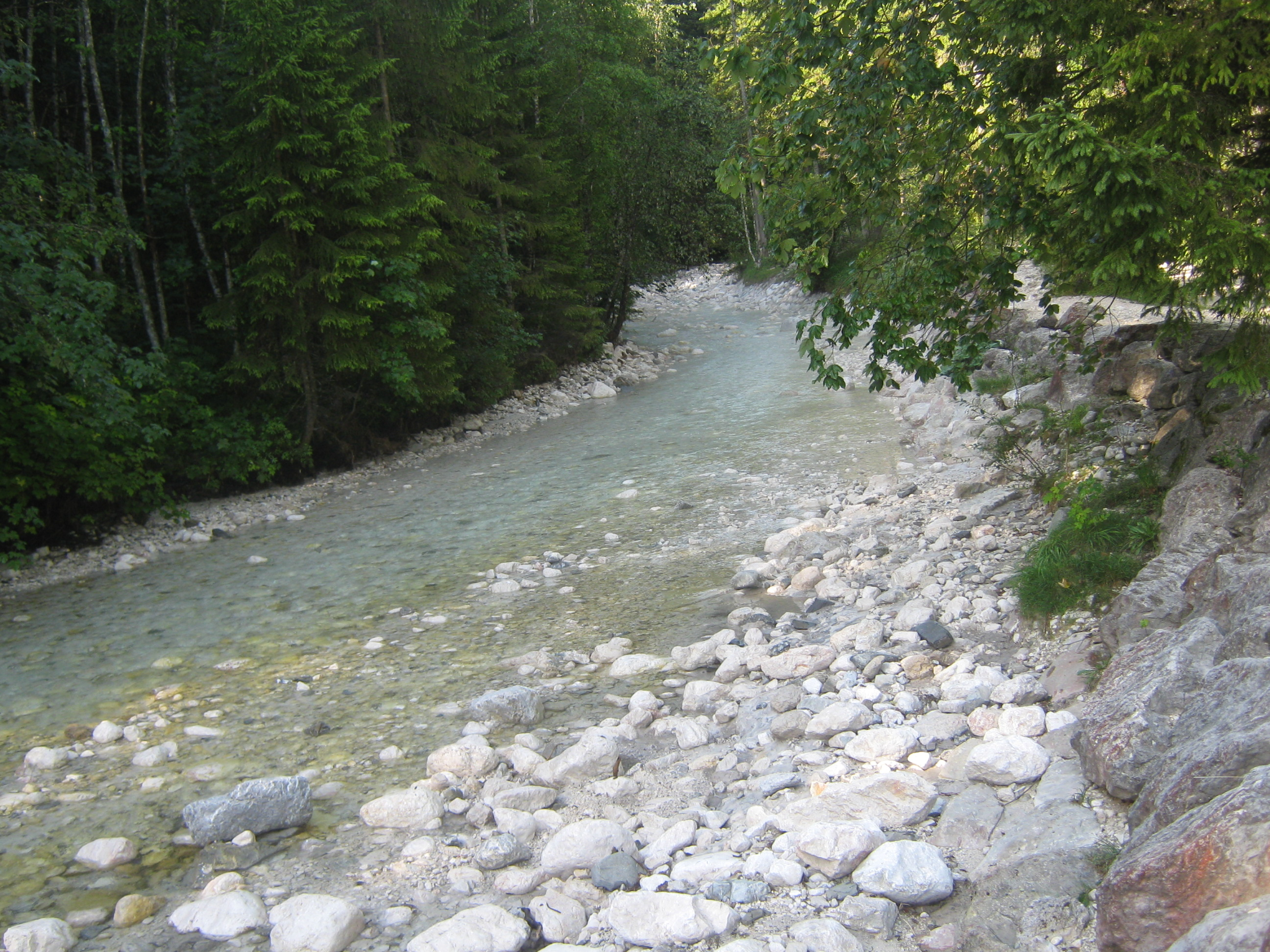

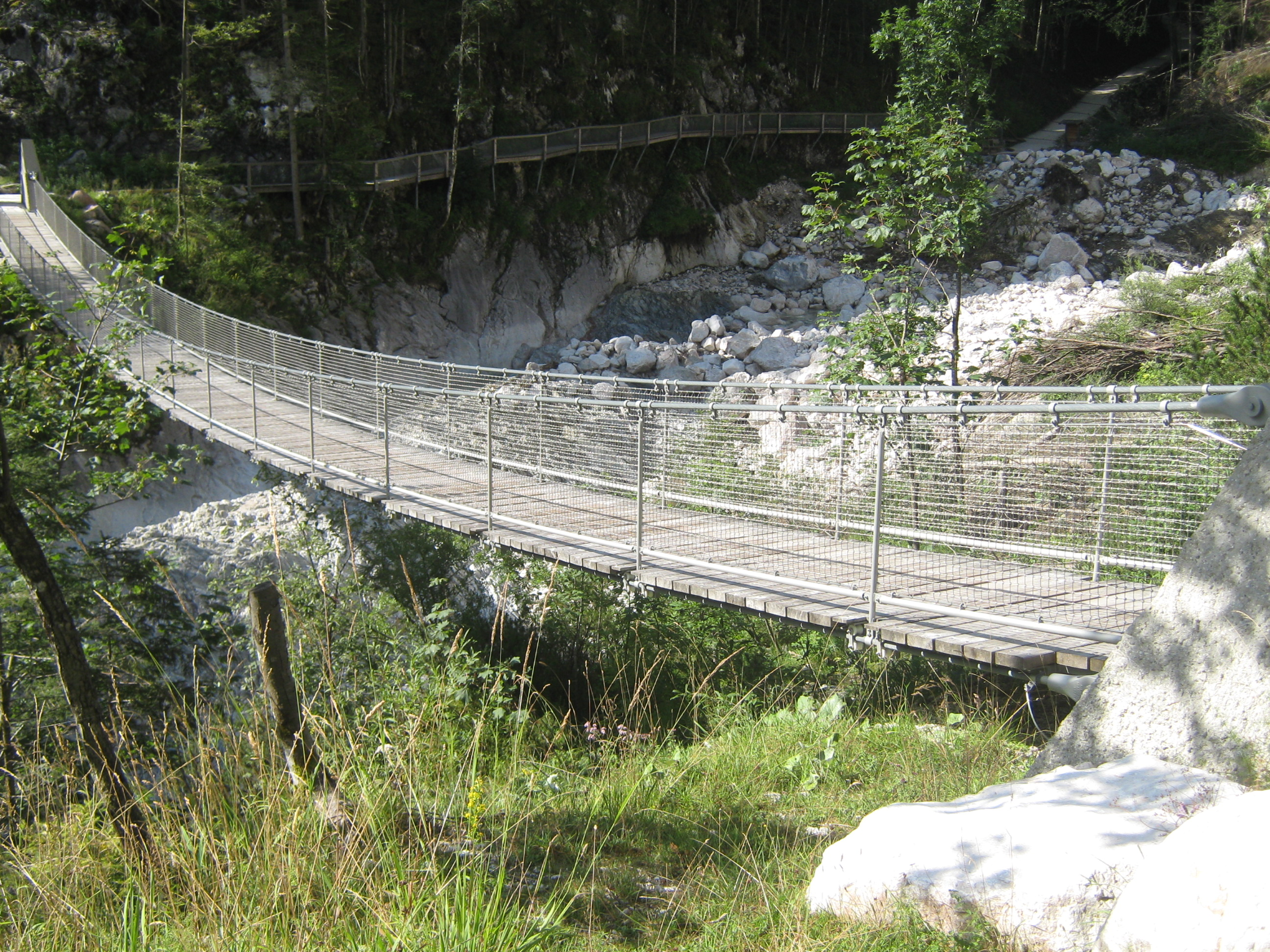

克勞斯巴赫河（德語：Klausbach），是德國的河流，位於該國東南部，由巴伐利亞負責管轄，屬於拉姆紹阿赫河的支流，河道全長6公里，流經貝希特斯加登阿爾卑斯山脈。